# Bouclier de Brennus
El Bouclier de Brennus (pronunciación en francés: /buklie də bʁenys/), o Escudo de Brennus en español, es un trofeo otorgado anualmente al club francés de rugby que gana la liga doméstica.
Contrario a la creencia popular, el escudo no lleva el nombre del famoso guerrero galo Breno (francés: Brennus), sino que fue nombrado en honor a Charles Brennus, un artista y cofundador de la Union des sociétés françaises de sports athlétiques (USFSA), el organismo original que regía el rugby en Francia. Charles Brennus esculpió el escudo personalmente en 1892, basándose en un diseño original de su amigo y cofundador de la USFSA, Pierre de Coubertin, conocido por fundar los Juegos Olímpicos modernos.
El trofeo tiene una altura de 1 metro, una anchura de 75 centímetros y pesa alrededor de 20 kilogramos. Está compuesto por un escudo y una placa de latón fijados sobre un soporte de madera de fresno. Parte integral del folclore deportivo francés, el Bouclier de Brennus es uno de los trofeos más reconocibles en Francia.

## Historia
El Bouclier de Brennus fue idea del barón Pierre de Coubertin, posteriormente fundador de los Juegos Olímpicos modernos, quien reconoció la necesidad de un trofeo para premiar al primer ganador de la liga doméstica de rugby unión organizada por la Union des sociétés françaises de sports athlétiques (USFSA), la cual era en ese momento la organización responsable de todas las competiciones deportivas amateur en Francia.
Como presidente de la USFSA, Coubertin recurrió a su buen amigo Charles Brennus, miembro y cofundador de la USFSA, así como grabador profesional, para crear un trofeo para la primera final en la historia del rugby francés programada para el prevista para el 20 de marzo de 1892.   El trofeo llevó el nombre del medallista y escultor, y no hace referencia al famoso guerrero galo Breno.
El trofeo tiene una altura de 1 metro, una anchura de 75 centímetros, un grosor de 2.5 centímetros y pesa alrededor de 20 kilogramos. Está compuesto por un escudo de latón que incluye los emblemas de la USFSA y el lema "Ludus Pro Patria" (Juegos para la Patria) en latín, una placa donde se inscriben los nombres de los clubes ganadores del trofeo, y un soporte de madera de fresno.   
Debido a que Charles Brennus también era presidente del club parisino SCUF, se decidió que este club sería el custodio legal del trofeo. Hasta el día de hoy, la tradición dicta que durante la ceremonia de entrega que sigue inmediatamente a la final de la liga francesa, el trofeo debe ser entregado al equipo ganador por dos jóvenes jugadores del Sporting Club Universitaire de France (SCUF). A pesar de ser el custodio legal del trofeo, el SCUF nunca lo ha ganado. La vez más cercana que estuvo el club de ganarlo fue en 1911 y 1913, cuando perdió la final en ambas ocasiones. 

## Hoy
Como otros trofeos deportivos, el Bouclier de Brennus ha tenido una vida muy animada y hacia finales del siglo XX estaba en condiciones bastante deterioradas. Un siglo de celebraciones y el consecuente maltrato, incluyendo el uso del escudo como bandeja, monopatín o tabla de surf en varias ocasiones, habían dejado su marca. Jugadores y seguidores del rugby le apodaron "Le Bout de bois" (en francés, "El Trozo de Madera"). La versión original del trofeo tuvo que ser utilizada una última vez en 2004 cuando se descubrió que faltaba uno de los títulos de Perpiñán en la réplica. Por lo tanto, se decidió restaurar el escudo y conservarlo en un lugar seguro; desde 2004 se otorga una réplica en su lugar.
El primer ganador del trofeo fue el Racing Club de France en 1892. Hasta 1898, solo los clubes de París podían participar en la liga; esto cambió en 1899 cuando el Stade Bordelais (Burdeos) ganó el título y se convirtió en el primer club fuera de París en ganar el escudo. Hasta la fecha, un total de 28 clubes han tenido el honor de ver grabado su nombre en este venerado trofeo. Montpellier fue el campeón más reciente en ganar su primer título en 2022. Los campeones más recientes son Toulouse en 2023, y tienen el récord de victorias con veintidós títulos.

## Ganadores

### Victorias por clubes
Los siguientes clubes han ganado el título: 
Negrita indica clubes que jugarán en la temporada Top 14 2023-24 .
| Rank | Club            | Wins | Runners-up | Finals | Winning Seasons |
| ---- | --------------- | ---- | ---------- | ------ | --- |
| 1    | Toulouse        | 22   | 7          | 29     | 1912,1922,1923,1924,1926,1927,1947,1985,1986,1989,1994,1995,1996,1997,1999, 2001, 2008, 2011, 2012, 2019, 2021, 2023, 2024 |
| 2    | SF Paris        | 14   | 9          | 23     | 1893,1894,1895,1897,1898,1901,1903,1908,1998, 2000, 2003, 2004, 2007, 2015                                                 |
| 3    | Béziers         | 11   | 4          | 15     | 1961,1971,1972,1974,1975,1977,1978,1980,1981,1983,1984                                                                     |
| 4    | Agen            | 8    | 6          | 14     | 1930,1945,1962,1965,1966,1976,1982,1988                                                                                    |
| 5    | Lourdes         | 8    | 3          | 11     | 1948,1952,1953,1956,1957,1958,1960,1968                                                                                    |
| 6    | Perpignan       | 7    | 9          | 16     | 1914,1921,1925,1938,1944,1955, 2009                                                                                        |
| 7    | Bordeaux        | 7    | 5          | 12     | 1899,1904,1905,1906,1907,1909, 1911                                                                                        |
| 8    | RC Paris        | 6    | 7          | 13     | 1892,1900,1902,1959,1990, 2016                                                                                             |
| 9    | Biarritz        | 5    | 3          | 8      | 1935,1939, 2002, 2005, 2006                                                                                                |
| 10   | Castres         | 5    | 3          | 8      | 1949,1950,1993, 2013, 2018                                                                                                 |
| 11   | Toulon          | 4    | 9          | 13     | 1931,1987,1992, 2014 |
| 12   | Bayonne         | 3    | 4          | 7      | 1913,1934,1943 |
| 13   | Section Paloise | 3    | 0          | 4      | 1928,1946,1964 |
| 14   | Clermont        | 2    | 12         | 14     | 2010, 2017 |
| 15   | Tarbes          | 2    | 3          | 5      | 1920,1973 |
| 16   | Narbonne        | 2    | 3          | 5      | 1936,1979 |
| 17   | Lyon OU         | 2    | 1          | 3      | 1932,1933 |
| 18   | Bègles          | 2    | 1          | 3      | 1969,1991 |
| 19   | Mont-de-Marsan  | 1    | 3          | 4      | 1963 |
| 20   | Ol. Paris       | 1    | 2          | 3      | 1896 |
| 21   | Quillan         | 1    | 2          | 3      | 1929 |
| 22   | Montpellier     | 1    | 2          | 3      | 2022 |
| 23   | Grenoble        | 1    | 1          | 2      | 1954 |
| 24   | FC Lyon         | 1    | 0          | 1      | 1910 |
| 25   | Vienne          | 1    | 0          | 1      | 1937 |
| 26   | Carmaux         | 1    | 0          | 1      | 1951 |
| 27   | Montauban       | 1    | 0          | 1      | 1967 |
| 28   | La Voulte       | 1    | 0          | 1      | 1970 (como La Voulte Sportif)                                                                                              |

### Ganadores por temporada
- 1892 - Racing Club de France
- 1893 - Stade Français
- 1894 - Stade Français
- 1895 - Stade Français
- 1896 - Olympique de Pantin
- 1897 - Stade Français
- 1898 - Stade Français
- 1899 - Bordeaux
- 1900 - Racing Club de France
- 1901 - Stade Français
- 1902 - Racing Club de France
- 1903 - Stade Français
- 1904 - Bordeaux
- 1905 - Bordeaux
- 1906 - Bordeaux
- 1907 - Bordeaux
- 1908 - Stade Français
- 1909 - Bordeaux
- 1910 - FC Lyon
- 1911 - Bordeaux
- 1912 - Toulouse
- 1913 - Bayonne
- 1914 - AS Perpignan
- 1915-1919 - No award due to WW1
- 1920 - Tarbes
- 1921 - US Perpignan
- 1922 - Toulouse
- 1923 - Toulouse
- 1924 - Toulouse
- 1925 - US Perpignan
- 1926 - Toulouse
- 1927 - Toulouse
- 1928 - Pau
- 1929 - Quillan
- 1930 - Agen
- 1931 - Toulon
- 1932 - Lyon
- 1933 - Lyon
- 1934 - Bayonne
- 1935 - Biarritz
- 1936 - Narbonne
- 1937 - Vienne
- 1938 - Perpignan
- 1939 - Biarritz
- 1940-1942 - No award due to WW2
- 1943 - Bayonne
- 1944 - Perpignan
- 1945 - Agen
- 1946 - Pau
- 1947 - Toulouse
- 1948 - Lourdes
- 1949 - Castres
- 1950 - Castres
- 1951 - Carmaux
- 1952 - Lourdes
- 1953 - Lourdes
- 1954 - Grenoble
- 1955 - Perpignan
- 1956 - Lourdes
- 1957 - Lourdes
- 1958 - Lourdes
- 1959 - Racing Club de France
- 1960 - Lourdes
- 1961 - Béziers
- 1962 - Agen
- 1963 - Mont-de-Marsan
- 1964 - Pau
- 1965 - Agen
- 1966 - Agen
- 1967 - Montauban
- 1968 - Lourdes
- 1969 - Bègles
- 1970 - La Voulte
- 1971 - Béziers
- 1972 - Béziers
- 1973 - Tarbes
- 1974 - Béziers
- 1975 - Béziers
- 1976 - Agen
- 1977 - Béziers
- 1978 - Béziers
- 1979 - Narbonne
- 1980 - Béziers
- 1981 - Béziers
- 1982 - Agen
- 1983 - Béziers
- 1984 - Béziers
- 1985 - Toulouse
- 1986 - Toulouse
- 1987 - Toulon
- 1988 - Agen
- 1989 - Toulouse
- 1990 - Racing Club de France
- 1991 - Bègles
- 1992 - Toulon
- 1993 - Castres
- 1994 - Toulouse
- 1995 - Toulouse
- 1996 - Toulouse
- 1997 - Toulouse
- 1998 - Stade Français
- 1999 - Toulouse
- 2000 - Stade Français
- 2001 - Toulouse
- 2002 - Biarritz
- 2003 - Stade Français
- 2004 - Stade Français
- 2005 - Biarritz
- 2006 - Biarritz
- 2007 - Stade Français
- 2008 - Toulouse
- 2009 - Perpignan
- 2010 - Clermont Auvergne
- 2011 - Toulouse
- 2012 - Toulouse
- 2013 - Castres
- 2014 - Toulon
- 2015 - Stade Français
- 2016 - Racing 92
- 2017 - Clermont Auvergne
- 2018 - Castres
- 2019 - Toulouse
- 2020 - Sin disputar debido a la pandemia de COVID-19
- 2021 - Toulouse
- 2022 - Montpellier
- 2023 - Toulouse
- 2024 - Toulouse